# المسيحية في بلجيكا

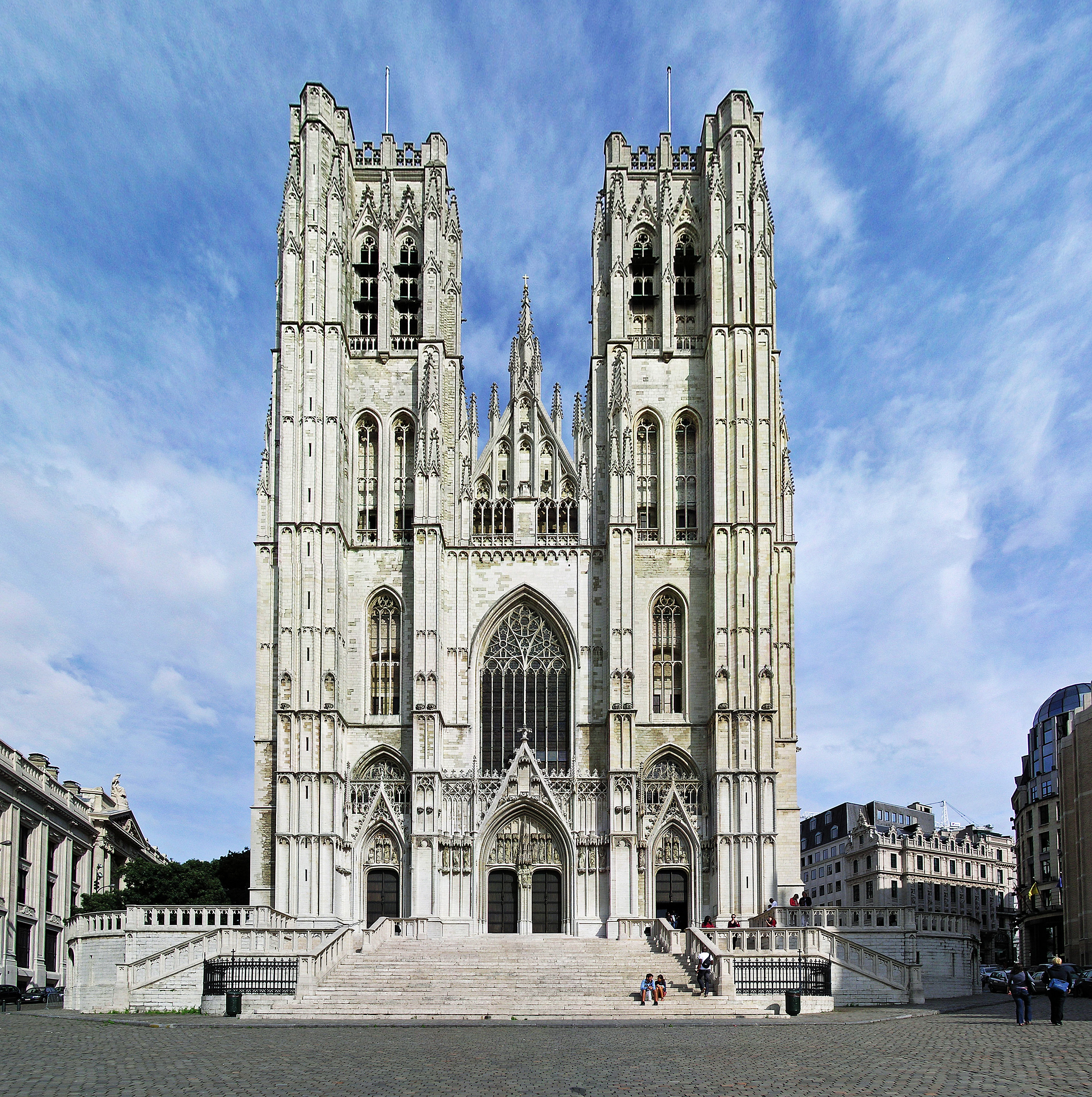
كاتدرائية سانت ميشيل وغاودلا، في مدينة بروكسل: نظرًا لأهمية الكاتدرائية، فإنه غالبًا ما يتم استخدام الكاتدرائية للإحتفالات الكاثوليكية الوطنية، مثل الزواج الملكي والجنازات الرسمية.

المسيحية في بلجيكا هي الديانة السائدة والمهيمنة، ولطالما كانت الكاثوليكية دين الأغلبية في بلجيكا، وكانت ذات حضور تاريخي قويّ بشكل خاص في فلاندرز. فبحسبِ احصائية يوروباروميتر لعام 2018 يشكل المسيحيين حوالي 62.8% من مجمل السكان، وتأتي الكنيسة الرومانية الكاثوليكية في مقدمة الطوائف المسيحية إذ يشكل أتباعها حوالي 57.1% من مجمل السكان، يليهم أتباع الطوائف المسيحية الأخرى مع حوالي 2.8% من السكان. وتعترف بلجيكا رسميًا بثلاث ديانات: المسيحية (الكاثوليكية والبروتستانتية والكنائس الأرثوذكسية والأنجليكانية) والإسلام واليهودية.
منذ استقلال المملكة البلجيكيَّة والكنيسة الرومانية الكاثوليكية تلعب دورًا هامًا في السياسة في بلجيكا، كما وترتبط الأسرة المالكة والملكيّة البلجيكيَّة بعلاقة قويَّة الجذور مع الكنيسة الكاثوليكية. حيث أنه خلال فترة حكم ألبرت الأول وبودوان الأول، كانت العائلة المالكة البلجيكية تتمتع بسمعة كاثوليكية عميقة الجذور. وعلى الرغم من ذلك بلجيكا هي إلى حد كبير دولة علمانية والدستور العلماني ينص على حرية الدين، وتحترم الحكومة بشكل عام هذا الحق في الممارسة العملية. وتبقى الكنيسة الرومانية الكاثوليكية رمزياً ومادياً في وضع إيجابي. منذ عقد 1960 شهد التردد على الكنائس انخفاضا ملحوظًا، وعلى الرغم من انخفاض التردد على الكنيسة، لا تزال الهوية الكاثوليكية مع ذلك جزءًا مهمًا من الثقافة البلجيكية.

## تاريخ

### العصور القديمة

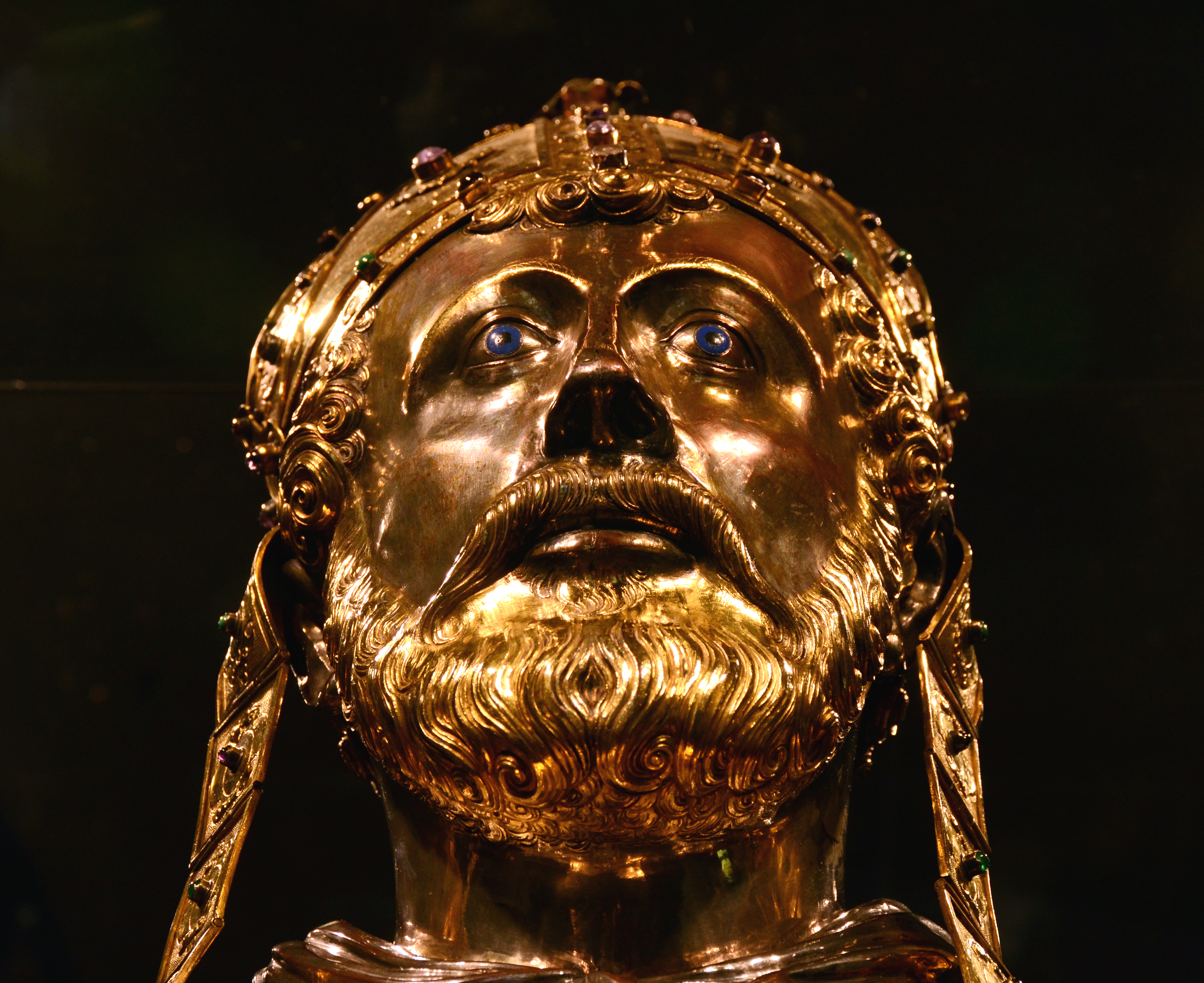
سيرفاتيوس، أسقف تونجيرن وأحد الشخصيات المسيحية الأولى المعروفة في المنطقة.

بعد الفترة الرومانيَّة، قدمت المسيحية إلى البلدان المنخفضة من قبل المبشرين مثل فليبرورد وأماندوس. في القرن السابع، تأسست الأديرة في الأماكن النائيَّة، وكانت هذه الأديرة معاقل التبشير في المسيحية.
وشهد تنصّر الفرنجة مرحلة تاريخية هامة في تاريخ الكنيسة البلجيكيَّة والفرنسيَّة؛ تم الاعتراف بكلوفيس الأول ملك الفرنجة، من قبل البابوية باعتباره حامي مصالح روما. وبقيت البابوية مع سقوط الإمبراطورية الرومانية الغربية القوّة الموحدة في العالم الغربي، وبفضل الرهبان وصلت المسيحية إلى سائر أنحاء بلجيكا وألمانيا والمجر وبولونيا وشمال أوروبا. تلا ذلك في العام 800 تتويج البابا ليون الثالث بتتويج شارلمان إمبراطورًا للإمبراطورية الرومانية المقدسة مفتتحًا بذلك عهدًا جديدًا حيث دعم آل ميروفنجيون تنصير الشعوب المحليَّة في البلدان المنخفضة. ولعب العلماء المسيحيين، ومعظمهم من الرهبان الايرلنديين، دور هام في التبشير بالمسيحية بين السكان المحليين وبدأت موجة من التحول للمسيحية مع قدوم سانت سيرفاتيوس، وسانت ريماكل وسانت هادلين.
كانت مقاطعة فلاندرز الساحليَّة واحدة من أغنى أجزاء أوروبا في أواخر العصور الوسطى، من خلال التجارة مع إنجلترا وفرنسا وألمانيا، وأصبحت المنطقة ذات أهمية ثقافية. خلال القرنين الحادي عشر والثاني عشر، ازدهرت حركة الفن المسيحي في المنطقة وبدأت في كولونيا وترير وأنقلت إلى لييج وماستريخت وآخن. بعض روائع هذا الفن الرومانسي هي ضريح الملوك الثلاثة في كاتدرائية كولونيا، وجرن المعمودية في كنيسة سانت بارثولومي، وضريح سانت ريماكل في ستافيلوت، وضريح سانت سيرفاتيوس في ماستريخت وإنجيل نوتر في لييج.

### عصر الإصلاح

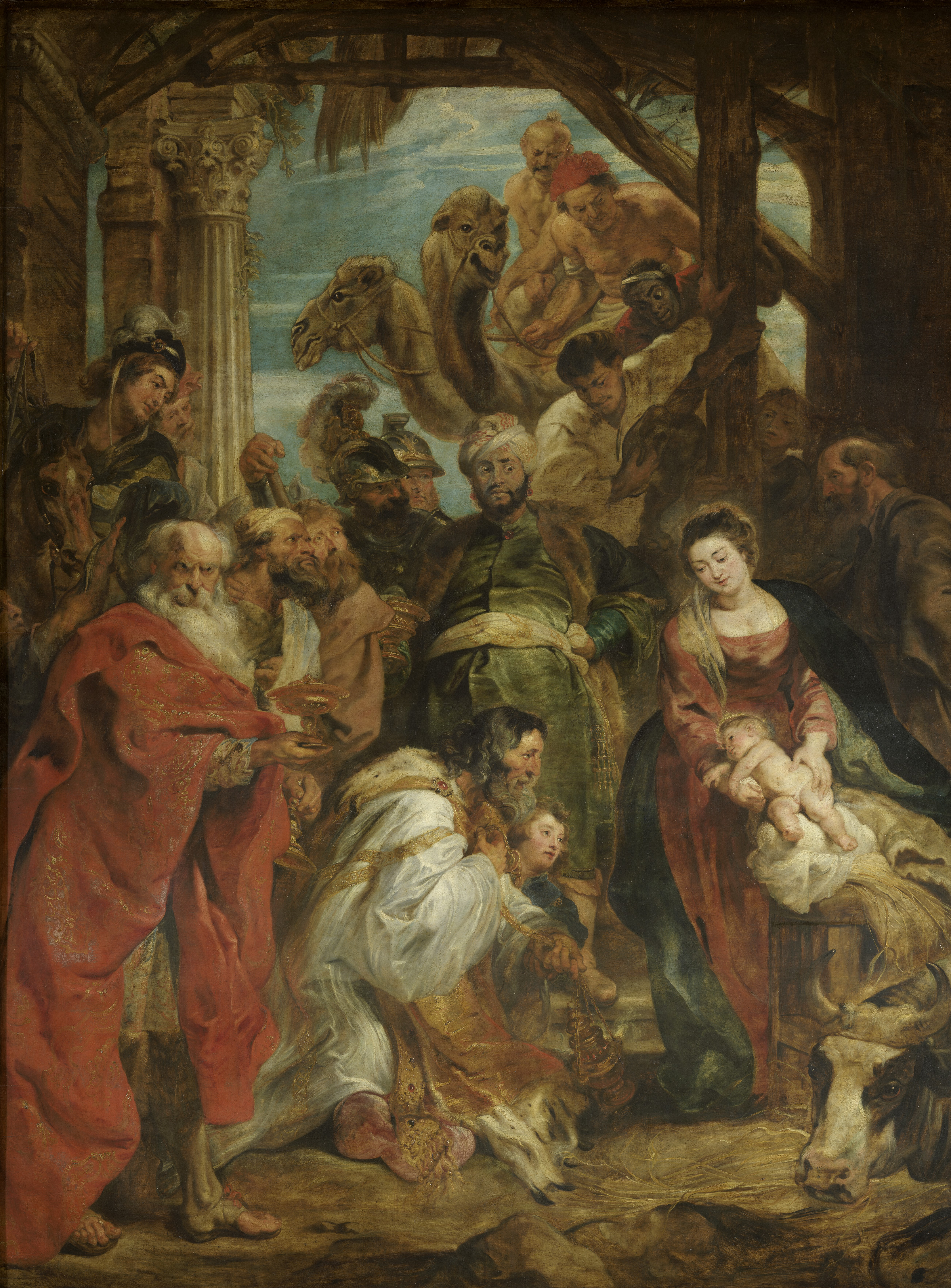
زيارة المجوس؛ بريشة الرسام الفلمنكي بيتر بول روبنس.

انتشرت الأعمال الفنيّة حوال القرابة المقدسة في الغالب في ألمانيا وهولندا، وكذلك في عدد من الأعمال الفنية في فرنسا وبلجيكا خصوصًا في منطقة منطقة الفلاندرز، وبشكل أقل في إيطاليا؛ الأعمال الفنيّة المتعلقة بالقرابة المقدسة اخذت زخمها بالدرجة الأولى في وقت مبكر من القرن الخامس عشر. وإلى جانب اللوحات هناك عدد من النحت والزجاج الملون عن القرابة المقدسة. وكان السبب وراء ارتفاع شعبية الأعمال الفنية حول القرابة المقدسة موضوع الأسرة، إذ كانت القرابة المقدسة تعبير عن عن صلة الرحم والقرابة والعلاقات الأسرية. ومع صعود البرجوازية بعد الطاعون الأسود، أصبحت عادة تكريم الأسرة والأنساب ذات أهمية كبرى. وكانت للروابط العائلية المتشابكة بشكل وثيق، في المجتمعات الأوروبية والعالم المسيحي في العصور الوسطى آثر هام في ازياد شعبية قداسة القرابة المقدسة إذ مثلّ أقارب يسوع نموذج ثقافي للعلاقات المتشابكة للأسرة الممتدة وأهمية فكرة الأسرة.
في نهاية القرن الخامس عشر شهدت المنطقة حقبة ثقافيَّة دعيت باسم عصر النهضة في الأراضي المنخفضة، والتي تأثرت بعصر النهضة الإيطاليَّة من خلال التجارة عبر مدينة بروج والتي أدت إلى أن تصبح منقطة الفلاندرز من المناطق الثرية في أوروبا. قام النبلاء ورجال الدين المسيحيين بدعم الفنانين، وظهرت المدرسة الفلامكنية التي طورت أسلوب خاص، ومتميز بالألوان المثيرة والرسومات المتوهجة، وكانت لها قوة تعبيرية ظهرت من خلال المواضيع المختلفة، وأظهر فن المدرسة الفلامكنية تأثرًا واضحًا بالحركة الإصلاحية التي شملت العقيدة الكاثوليكية. وشكلَّت الموسيقى المسيحية خصوصًا المزامير أحد أوجه عصر النهضة في الأراضي المنخفضة. وبعد أن كانت البلدان المنخفضة تتصدر الرسم وفي الموسيقى في أوروبا الشمالية، سيطرت «المدرسة الفرنسية الفلمنكية» أو «المدرسة الهولندية» على كل أوروبا. في أوائل عصر النهضة، كان الموسيقيين والملحنين من البلدان المنخفضة، مثل يوهانس سيكونيا، يعملون في جميع البلاطات والكنائس الأوروبية. وقد درسوا في مدارس الكنيسة والكاتدرائيات في منطقتهم، وانتشروا وجلبوا أسلوبهم إلى القارة بأكملها، بحيث ظهر مع النهضة المتأخرة نمط موسيقي موحد في جميع أنحاء أوروبا. في حين وصلت انتقادات التي وجهت إلى الكنيسة الكاثوليكية في القرن السادس عشر أيضًا إلى البلدان المنخفضة، كان إنسانيون مثل إيراسموس من روتردام قد أنتقدوا تصرفات الكنيسة الكاثوليكية لكنهم ظلوا في نفس الوقت مخلصين للكنيسة.
خلال عصر النهضة في الأراضي المنخفضة بدأ العمل على ترجمة الكتاب المقدس، ومن كوكبة الأسماء الأدبية المهمة خلال هذه الحقبة ديرك فولكرتسزون كورنهرت، وهندريك لورينز، وسبيغيل ورومر فيسشر. وكانت أعمالهم ومهنتهم تحددها إلى حد كبير النضال بين حركة الإصلاح والكنيسة الكاثوليكية. في العلوم قام أندرياس فيزاليوس الكاثوليكي الملتزم قي وضع كتابه الشهير في التشريح وبنية الجسم البشري والذي نشر سنة 1543 والذي شكل أساسا لعلم التشريح. وقام مركاتور الكاثوليكي والمتأثر بحركة الإصلاح البروتستانتي بابتكار عام 1569 طريقة جديدة في رسم الخرائط تُمّثل فيها درجاتُ الطول والعرض بخطوط مستقيمة تتقاطع عند زوايا قائمة. وتُعرف هذه الطريقة بـ «الإسقاط المركاتوري». له عدة مؤلفات في الجغرافية القديمة، ورياضيات الجغرافية، ورسم الخرائط. وكان فرانسوا دي آكویلون (1567-1617) عالم بلجيكي وراهب يسوعي وكانت له أعمال بارزة في الرياضيات، والفيزياء، والهندسة المعمارية.

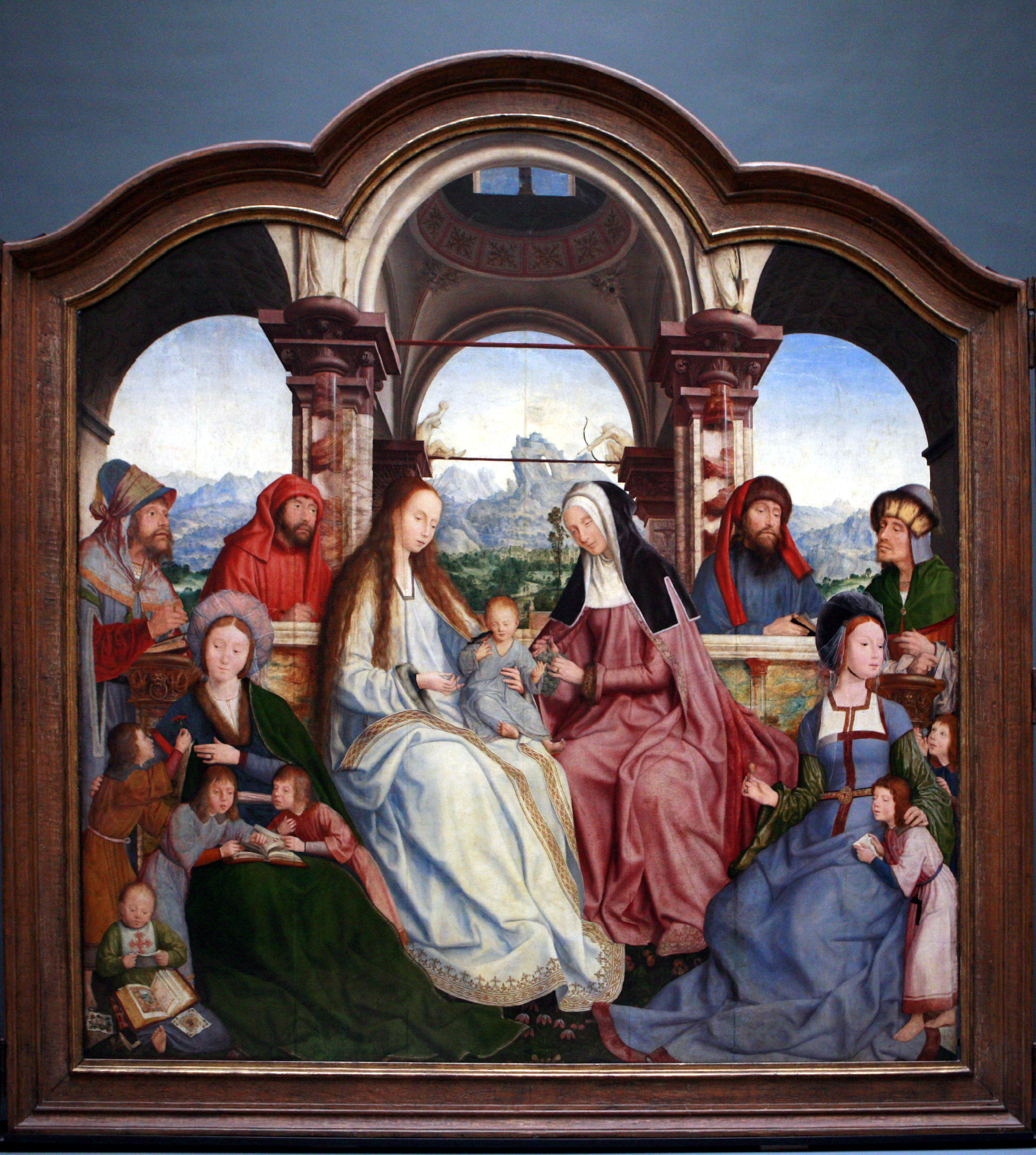
القرابة المقدسة، بريشة الفلمنكي كوينتين ميتسيس.

كان عصر الإصلاح البروتستانتي مؤثرًا بشكل خاص في التقاء التيارات المختلفة التي شكلَّت بلجيكا الحديثة. في عام 1523، أصبحت بلجيكا موقع أول استشهاد للوثريين من قبل الكنيسة الرومانية الكاثوليكية. قبل نهاية القرن كانت بلجيكا جزءًا من الإمبراطورية الإسبانية، والتي أظهرت قليل من التسامح للكاثوليك الرافضين أو الليبراليين كما للبروتستانت. وكان من آثار ذلك أن الكاثوليك الذين كانوا يخشون محاكم التفتيش ويفضلون العيش مع البروتستانت الهجرة بأعداد كبيرة إلى الجمهورية الهولندية. ومنذ الغزو العسكري الإسباني للبلاد من عام 1592 حتى إعادة قانون الحرية الدينية في 1781 من قبل الإمبراطور النمساوي جوزيف الثاني، كانت الكنيسة الرومانية الكاثوليكية الدين الوحيد المسموح به في الأراضي التي تشكل بلجيكا الآن. ومع ذلك، تمكن عدد قليل من المجموعات البروتستانتية من البقاء في بعض البلدات مثل ماريا-هوريبيكي، ودور، وتورناي، ويوبين، وهوديمونت.
أصبح الجزء الشمالي من بلجيكا ريجيا، والتي تتألف من سبع مقاطعات وشكلت الجمهورية الهولندية في نهاية المطاف، بروتستانتية على نحو متزايد، في حين ظلَّ الجزء الأكبر والذي تضم المقاطعات الجنوبية العشر، كاثوليكيًا في المقام الأول. شكلت الأراضي الهولنديَّة البروتستانتية جزءًا من مجموعة الأقاليم السبعة عشر بالأراضي المنخفضة، وخضعت لحكم ملك إسبانيا وحاكم الإمبراطورية الرومانية المقدسة شارل الخامس، وكانت تشمل أيضًا معظم مناطق مملكة بلجيكا، ودوقية لوكسمبورغ الحاليتين، وبعض الأراضي في فرنسا وألمانيا. وفي عام 1568 اشتعلت حربًا عرفت لاحقًا بحرب الثمانين عامًا بين مقاطعات الأراضي المنخفضة وملك أسبانيا، وفي عام 1579 تكوّن اتحاد من سبعة عشر مقاطعة بروتستانتية تقع في النصف الشمالي من الأراضي المنخفضة عرف باتحاد أوترخت، وهي معاهدة تم إبرامها بغرض تعزيز التعاون بين تلك المقاطعات في دفاعها ضد الجيوش الإسبانية. ويعتبر اتحاد أوترخت الأساس الذي قامت عليه مملكة هولندا الحديثة. وفي عام 1581 اعتمدت المقاطعات الشمالية قانون التبرؤ، وهو بمثابة إعلان لاستقلالها وتم بموجبه عزل فيليب الثاني ملك إسبانيا رسمياً عن حكم المقاطعات وتبرؤها منه كحامل للقب الملك فيها.
عادت جميع المناطق البلجيكية مرة أخرى تحت السيطرة الإسبانية. ووعدت القوات الإسبانية تقديم شروط سخية للإستسلام حيث لن تكون هناك مذابح أو نهب؛ وتم الاحتفاظ بالامتيازات الحضرية التاريخية؛ وكان هناك عفو كامل وعفو؛ كما إن العودة إلى الكنيسة الكاثوليكية ستكون تدريجية. وفي الوقت نفسه، تجمع اللاجئون الكاثوليك من الشمال في كولونيا ودواي، وطوروا هوية أكثر ترنتة. وأصبحوا من قوات التعبئة الشعبية للإصلاح المضاد في الجنوب، مما سهل في نهاية المطاف ظهور دولة بلجيكا.

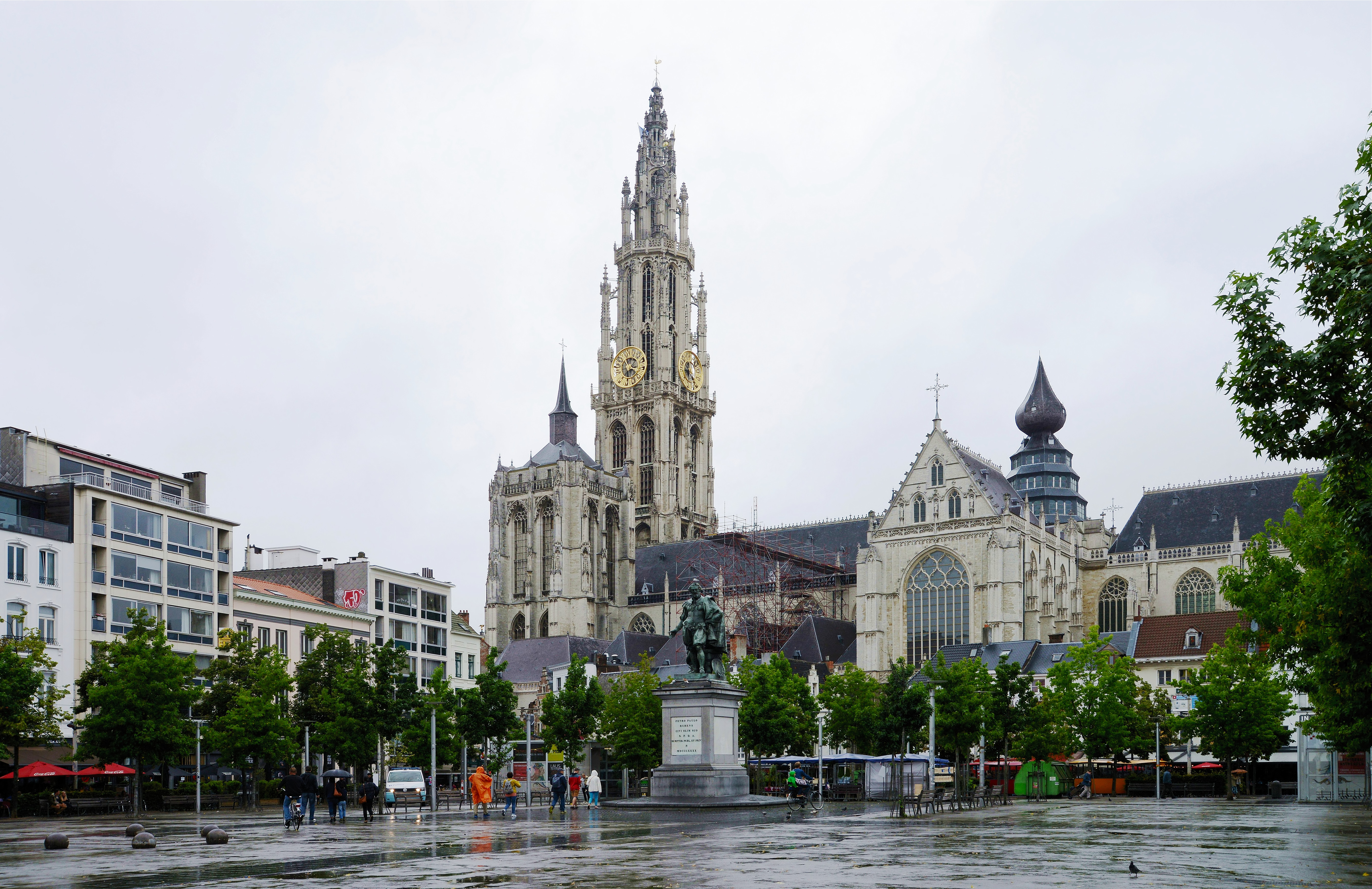
كاتدرائية سيدة أنتويرب؛ أنتهى بنائها خلال الحقبة الإسبانيَّة.

في العصور الوسطى كانت كل من مدينة غينت وبروج ذات الغالبية الكاثوليكيَّة والواقعتان في الأراضي المنخفضة الجنوبية، بتقاليدهما الطويلة في مجالات الغزل والصباغة والنسيج، منتجين مزدهرين للأنسجة الجميلة. وبحلول سنة 1500 أصبحت مدينة أنتويرب المجاورة سوقًا للأنسجة الأوروبيَّة ومركزًا صناعيًا مهمًا. وعلى الرغم من أنَّ أنتويرب وغينت وبروج كانت تشكل جزءًا الإمبراطورية الإسبانية الهابسبورغيَّة، الا أنها كانت أيضًا مراكز للكالفينية التي كانت منتشرة بين طبقتي التجار والعمَّال على وجه الخصوص. وبينما كان الاضطهاد للبروتستانت يتعاظم في ظل حكم فيليب الثاني ملك إسبانيا، وكانت هذه المدن تعاني من هجرة كارثيَّة للمهارة ورأس المال البروتستانتي. تقلص عدد سكانت أنتويرب بين عام 1560 وعام 1589 من 85,000 نسمة إلى 42,000 نسمة. انتقل معظم هؤلاء المهاجرين إلى الأراضي المنخفضة الشمالية، وأستقروا في أمستردام، وليدن وهارلم حيث كان بإمكانهم ممارسة شعائرهم الدينية بحريَّة. وكان العديد منهم عمال نسيج مهرة ومن ذوي الاختصاصات المتطورة، وأدَّى تدفق سيل من التجار والعمال والمهرة والصناعيين البروتستانت إلى الجمهورية الهولندية إلى دور في تأسيس لما أطلق عليه ماكس ويبر الأخلاق البروتستانتية وروح الرأسمالية في الأراضي المنخفضة. حيث يعزو الاقتصاديان رونالد فيندلي وكيفن أورورك أنَّ جزءاً من صعود هولندا إلى أخلاقيات العمل البروتستانتية القائمة على الكالفينية، والتي عززت التوفير والتعليم. وقد ساهم ذلك وفقاً لهم في «أدنى أسعار الفائدة وأعلى معدلات الإلمام بالقراءة والكتابة في أوروبا. ومكنت فرة رأس المال من الاحتفاظ بمخزون ثروة مثير للإعجاب، ليس فقط في الأسطول الكبير ولكن في المخزونات الوفيرة من مجموعة من السلع التي كانت تستخدم لتحقيق الاستقرار في الأسعار والاستفادة من فرص الربح».

### الثورة البلجيكية

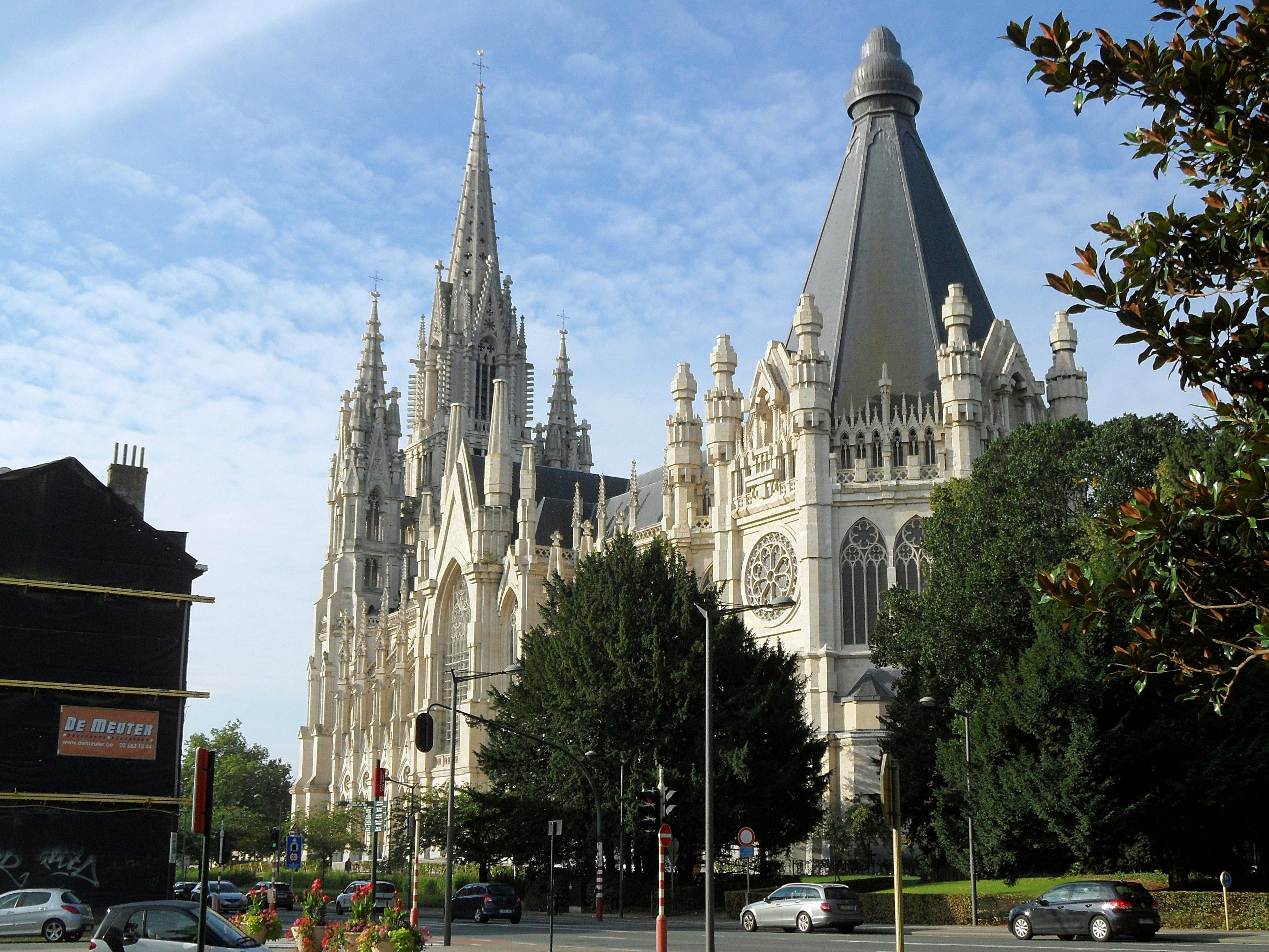
كنيسة نوتردام دي لايكن، وتحوي الكنيسة المقبرة الملكيّة والتي تضم مدافن العائلة المالكة البلجيكية.

أدت هزيمة نابليون بونابرت في واترلو في عام 1815، إلى موافقة القوى الكبرى المنتصرة في مؤتمر فيينا إلى تأسيس مملكة الأراضي المنخفضة المتحدة، في فترة بعد أن تم إنشائها لأول مرة كجزء من الإمبراطورية الفرنسية الأولى وقبل أن تنشق عنها مملكة بلجيكا الجديدة عام 1830. وكانت هذه المناطق واقعة تحت حكم الملك البروتستانتي فيلم الأول. عام 1830 خاضت المقاطعات الجنوبية لمملكة الأراضي المنخفضة المتحدة ثورة دعيت باسم الثورة البلجيكية ضد الملك الهولندي فيلم الأول، والتي أدت إلى استقلال تلك المقاطعات وتوحيدها تحت اسم المملكة البلجيكية، أي أن نتيجتها المباشرة كانت ولادة وتشكيل دولة بلجيكا القائمة الآن. كان الدين والاختلافات بين الجنوب الكاثوليكي تقريبًا الغالب والشمال البروتستانتي واحدًا الأسباب التي أدَّت إلى الثورة البلجيكية في الغالب من مملكة الأراضي المنخفضة المتحدة، التي تشكلت في عام 1815. حيث القسم الشمالي الغني والقوي اقتصاديًا وتجاريًا والذي يتبع المذهب البروتستانتي (هولندا اليوم)، والقسم الجنوبي الفقير والذي تشكل أغلبيَّة شعبه طبقة الكادحين والذي يتبع المذهب الكاثوليكي (بلجيكا واللوكسمبورج اليوم). وكان سكان المقاطعات الجنوبية يعتنقون المذهب الكاثوليكي، مما كان سبب لهم أزمة في تقبل فكرة أن يكون ملكهم (الهولندي بطبيعة الحال) من أتباع المذهب البروتستانتي الكالفيني.
كان فيلم الأول كالفيني وغير متسامح تجاه الأغلبية الكاثوليكية في مملكة الأراضي المنخفضة المتحدة. وأصدر «القانون الأساسي في هولندا»، والذي قمع رجال الدين الكاثوليك، وألغى امتيازات الكنيسة الكاثوليكية، وكفل حماية متساوية لكل عقيدة دينية والتمتع بنفس الحقوق المدنية والسياسية. وهو ما عكس روح الثورة الفرنسية، لم ترضي هذه السياسيات الأساقفة الكاثوليك في الجنوب. سيطر البروتستانت على البلاد الجديدة على الرغم من أنهم شكلوا ربع السكان فقط. ومن الناحية النظرية تمتع الكاثوليك بالمساواة القانونية الكاملة؛ لكن بالمقابل شغل عدد قليل من الكاثوليك مناصب حكومية أو عسكرية عالية. وأصر الملك على فرض القيود على المدارس التي تعتمد المناهج الكاثوليكية في الجنوب.
بتاريخ 23 سبتمبر دخل الجيش الهولندي إلى بروكسيل، فدفع هذا الوضع الفئات البلجيكية المختلفة ذات الأهداف والمصالح المتباينة إلى توحيد قوتهم وطاقتهم في سبيل هدف واحد وهو طرد القوات الهولندية. فقام قادة الحرس البرجوازي وبعض الثوار بتشكيل لجنة قامت وبنجاح بتنظيم حركة المقاومة الثورية. وبدءًا من ليلة 26 سبتمبر حتى اليوم التالي كان الجيش الهولندي يقاتل منسحبا من المدينة تحت ضغط ضربات المتمردين الذين كانوا يقاتلون بعناد مما تسبب بسقوط الكثير من الضحايا. وأصبحت لجنة الثورة حكومةً مؤقتة أعلنت الاستقلال بتاريخ 4 أكتوبر 1830. وقد أعطيت الكنيسة الكاثوليكية قدرًا كبيرًا من الحرية والإستقلالية من تدخل الدولة.

### العصور الحديثة

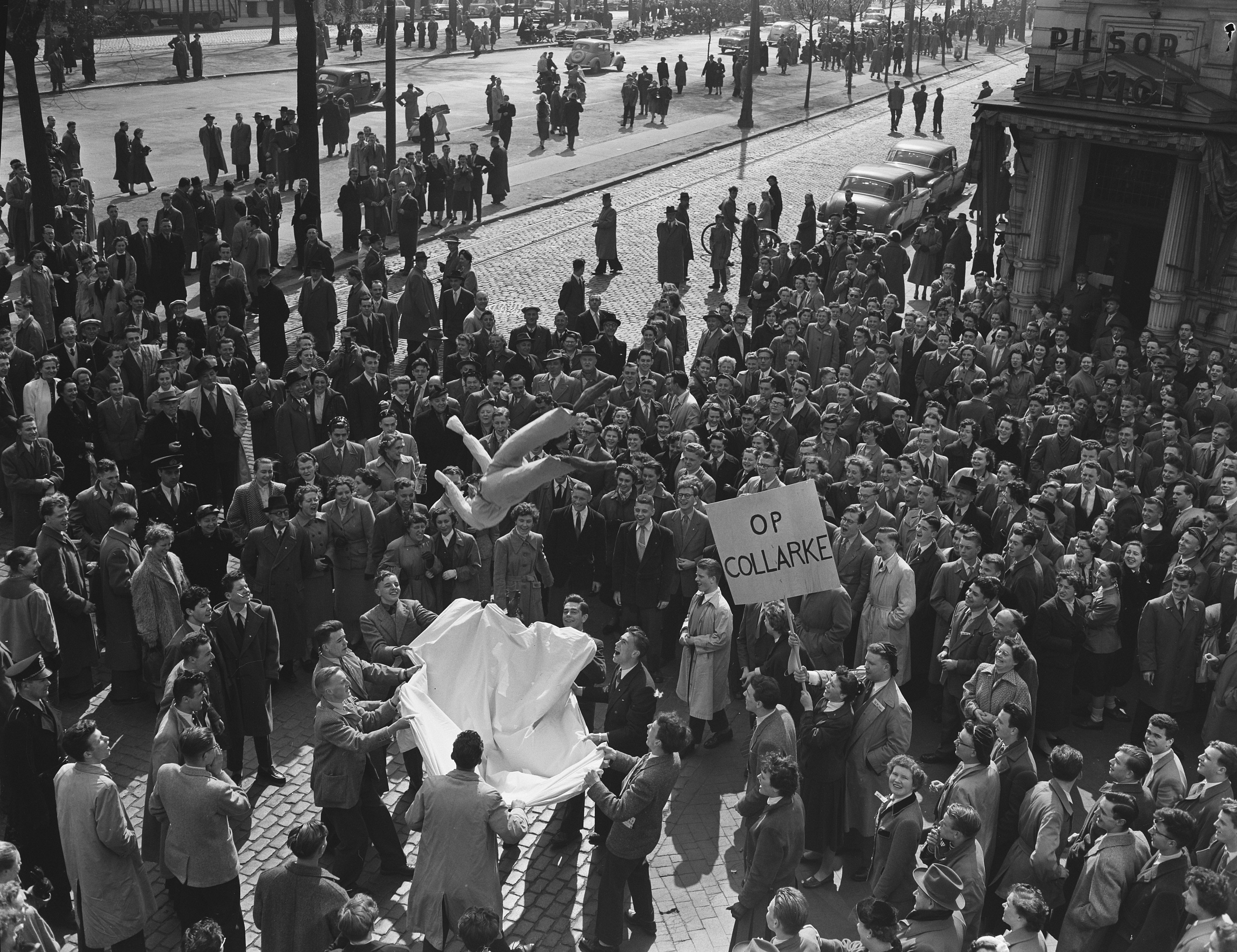
مظاهرة كاثوليكية ضد قانون كولارد في مدينة أنتويرب، عام 1955.

كانت الكاثوليكية عاملاً موحدًا اجتماعيًا حيث سادت على الفجوة اللغوية (الهولندية مقابل الفرنسية)، واعتدمت بلجيكا سياسة العزل المجتمعي للطوائف السياسية وهي سياسة الفصل السياسي والطائفي للمجتمع. وكانت هذه المجتمعات (ولا زالت في بعض المناطق) «عموديًا» مقسمة إلى عدة قطاعات أو «ركائز» وفقًا للأديان أو العقائد المختلفة. وقد وافقت الكنيسة الكاثوليكية على التغييرات اللغويّة من خلال انقسام جامعة لوفان الكاثوليكية إلى شطرين يحملان نفس الاسم ولكن بلغتين مختلفتين، أحدهما ناطق بالهولندية ويسمى (بالهولنديّة: Katholieke Universiteit Leuven)، والآخر ناطق بالفرنسية، ويسمى (بالفرنسيّة: Université catholique de Louvain).
حتى أواخر القرن العشرين، لعبت الكاثوليكية دورًا هامًا في السياسة البلجيكية. ومن الأمثلة الهامة الجدل حول الهيمنة الكاثوليكية على المؤسسات التعليمية أزمة سياسية في بلجيكا حول إشكالية الدين في التعليم بين الحزب الكاثوليكي المحافظ (الحزب الديمقراطي المسيحي الفلمنكي لاحقًا) والحزب الليبرالي العلماني بين السنوات 1879 إلى 1884، ودعيت الأزمة بحرب المدارس الأولى. وأسفرت عن فترة من الهيمنة السياسية الكاثوليكية لمدة خمسين عامًا تقريبًا. وتبعتها حرب المدارس الثانية خلال الفترة من 1950 إلى 1959. وحدث جدل هام آخر في عام 1990، عندما رفض الملك الكاثوليكي بودوان الأول ملك بلجيكا التصديق على مشروع قانون الإجهاض الذي وافق عليه البرلمان. وطلب الملك من رئيس الوزراء ويلفريد مارتينز وحكومته العثور على حل، وأعلنت الحكومة أنَّ بودوان الأول ملك بلجيكا غير قادر على الوفاء بواجباته الدستوريَّة كعاهل.
في عام 2002، شكلت كل من البروتستانتية المعترف بها رسميًا في ذلك الوقت، الكنيسة البروتستانتية المتحدة في بلجيكا (التي تتألف كنائس كالفينية أو ميثودية)، والمجمع الإتحادي غير المدعوم من الكنائس البروتستانتية والإنجيلية والذي يضم 600 كنيسة في عام 2008 معًا المجلس الإداري للبروتستانتية والإنجيلية. المجلس هو الآن الناطقة بلسان الجماعات البروتستانتية اللغوية الثلاث في بلجيكا: الهولندية، والفرنسية، والألمانية.

## ديموغرافيا
| الجماعة الدينيَّة | السكان % 1981 | السكان % 2009 | السكان % 2015 | السكان % 2018 |
| --------------- | ------------- | ------------- | ------------- | ------------- |
| مسيحية          | 74.5%         | 52.5%         | 60.7%         | 62.8%         |
| كاثوليكية       | 72%           | 50%           | 52.9%         | 57.1%         |
| بروتستانتية     | 2.5%          | 2.5%          | 6.2%          | 5.1%          |
| أرثوذكسية       | -             | -             | 1.6%          | 0.6%          |
| إسلام           | 3%            | 5%            | 5.2%          | 6.8%          |
| يهودية          | 0.4%          | 0.4%          | 0.2%          | 0.3%          |
| بوذية           | -             | 0.3%          | 0.2%          | 0.3%          |
| أديان أخرى      | -             | -             | 2.0%          | 0.5%          |
| إلحاد           | 2.5%          | 9.2%          | 14.9%         | 9.1%          |
| غير متدينين     | 21.5%         | 32.6%         | 17.1%         | 20.2%         |

## الطوائف المسيحية

### الكاثوليكية

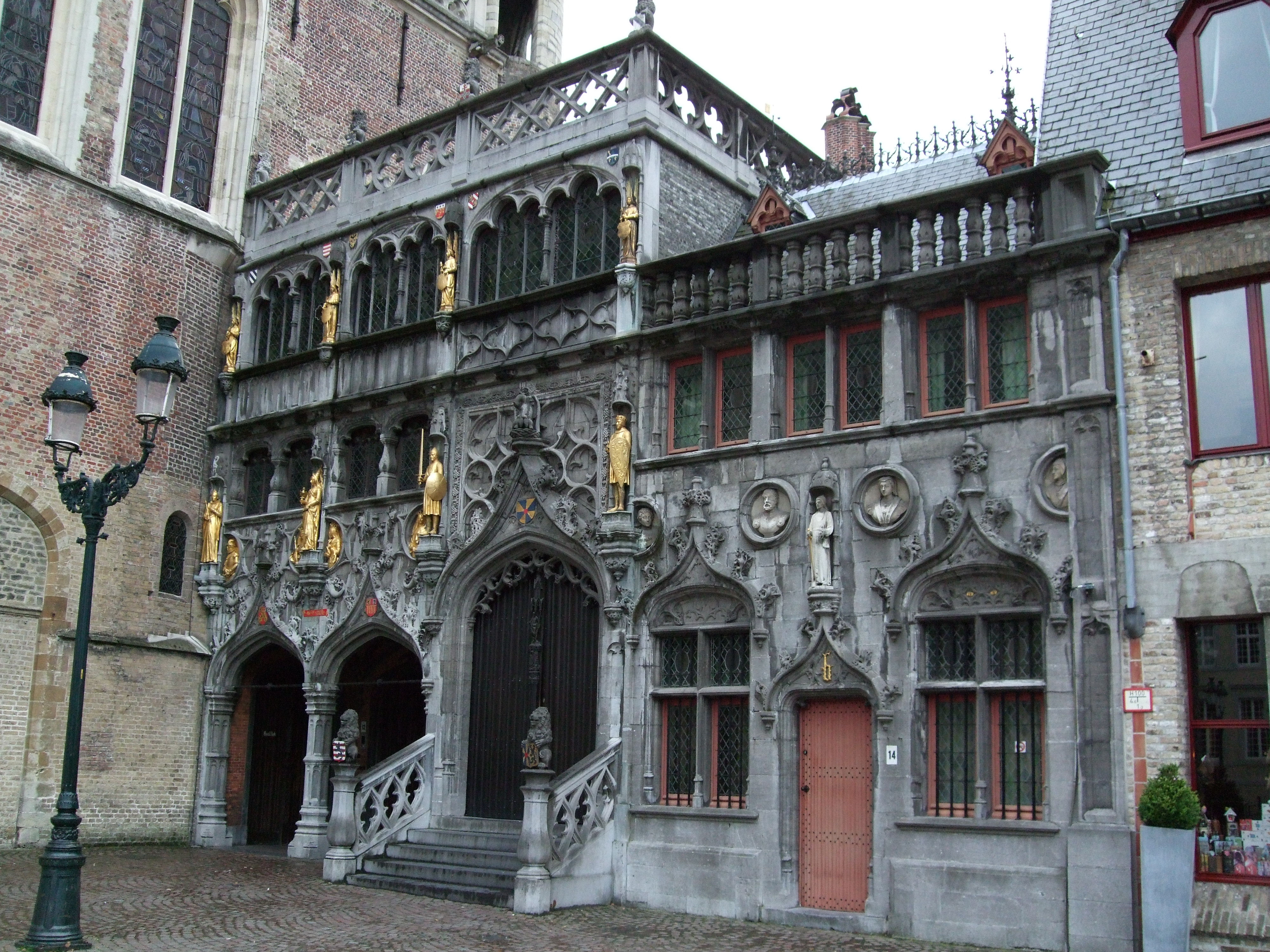
بازيليكا الدم المقدس، في مدينة بروج.

الكنيسة الكاثوليكية البلجيكيَّة هي جزء من الكنيسة الكاثوليكية العالمية في ظل القيادة الروحية للبابا في روما ومجلس الأساقفة البلجيكي. ويتوزع كاثوليك البلاد على ثمانية أبرشيات رومانيَّة كاثوليكيَّة، بما في ذلك مطرانيَّة واحدة، ويعد مقر إقامة رئيس أساقفة البلاد في كاتدرائية القديس رومبولدز، والتي تقع في مدينة ميشلين الفلمنكيَّة القديمة. تترواح نسبة أتباع الكنيسة الرومانية الكاثوليكية حسب التقديرات المختلفة في عام 2012 بين 58% حتى 75%.
منذ استقلال المملكة البلجيكيَّة والكنيسة الرومانية الكاثوليكية تلعب دورًا هامًا في السياسة في بلجيكا، كما وترتبط الأسرة المالكة والملكيّة البلجيكيَّة بعلاقة قويَّة الجذور مع الكنيسة الكاثوليكية، وحتى أواخر القرن العشرين، لعبت الكاثوليكية دورًا هامًا في السياسة البلجيكية، خصوصاً خلال حرب المدارس الأولى والثانية. ولا تزال الهوية الكاثوليكية جزءًا مهمًا من الثقافة البلجيكية. أنجبت الكنيسة الكاثوليكية البلجيكيَّة رجل الدين والعالم جورج لومتر الذي اقترح ما سمي فيما بعد نظرية الانفجار العظيم لنشأة الكون، وقد سماها من قبل «افتراض الذرة الأولية». كما لعبت البعثات التبشيرية البلجيكية دوراً هاماً في تنصير الكونغو البلجيكية التي أصبحت لاحقاً جمهورية الكونغو الديمقراطية، وهي أبرز إرث ثقافي واجتماعي للكنيسة الكاثوليكية البلجيكية في أفريقيا، حيث ضمت جمهورية الكونغو الديمقراطية في عام 2010 على أكبر عدد من الكاثوليك في القارة الأفريقية مع أكثر من 31 مليون شخص.
بصرف النظر عن عدم وجود ركيزة بروتستانتية، كان العزل المجتمعي للطوائف السياسية في بلجيكا مشابهًا جدًا لتلك الموجودة في هولندا. حيث اتبعت بلجيكا تقليدياً العزل المجتمعي للطوائف السياسية، والتي كانت موزعة على ثلاثة ركائز، وهي الركيزة الكاثوليكية (فلمنكية ووالونية وألمانية) والركيزة الليبرالية والركيزة الإشتراكية، ولكل ركيزة أو طائفة مؤسساتها الاجتماعية الخاصة. للركيزة الكاثوليكية (فلمنكية ووالونية وألمانية) مدارس وجامعات (مثل جامعة لوفان الكاثوليكية) ومستشفيات وصحف وإذاعات وشبكة تلفزيون وأحزاب سياسية (مثل الحزب الديمقراطي المسيحي الفلمنكي) ونقابات مهنية (اتحاد النقابات المسيحية) ووكالات معونة (كاريتاس) ومصارف (مثل دكسيا) ومنظمات شبابية ونوادي رياضية وشركات تأمين صحي ومدافن خاصة بها. ظلّ نظام الركائز هو معيار للتقسيم المجتمعي حتى الحرب الباردة.
وفقًا لدراسة نشرها مركز بيو للأبحاث عام 2017 تحت عنوان خمسة عقود بعد الإصلاح تبين أنَّ 12% من الكاثوليك البلجيكيين قال أن للدين أهميَّة كبيرة في حياتهم، وقال 12% من الكاثوليك البلجيكيين أنه يُداوم على الصلاة يوميًا، وقال 8% من الكاثوليك البلجيكيين أنه يتردد على حضور القداس في الكنيسة على الأقل مرة في الأسبوع. ووجدت الدراسة أنه على الرغم من تاريخ الصراع والانقسام الكاثوليكي والبروتستانتي؛ قال حوالي 88% من الكاثوليك البلجيكيين أنهم مستعدين لتقبل البروتستانت كأفراد داخل عائلتهم، وقال 39% من الكاثوليك البلجيكيين أنهم يعرفون أفراد من البروتستانت. وبحسب الدراسة أيضًا قال 55% من الكاثوليك البلجيكيين أنَّ الإيمان والأعمال الصالحة هي ضروريَّة للحصول على الخلاص، وهي نظرة أقرب للاهوت الكنيسة الكاثوليكيَّة؛ في حين قال 19% من الكاثوليك البلجيكيين أنَّ الإيمان وحده هو ضروريَّ للحصول على الخلاص، وهي نظرة لاهوتيَّة من الفكر البروتستانتي والتي تقول أنّ الحصول على الخلاص أو غفران الخطايا هو هديّة مجانيّة ونعمة الله من خلال الإيمان بيسوع المسيح مخلصًا، وبالتالي ليس من شروط نيل الغفران القيام بأي عمل تكفيري أو صالح.

### البروتستانتية

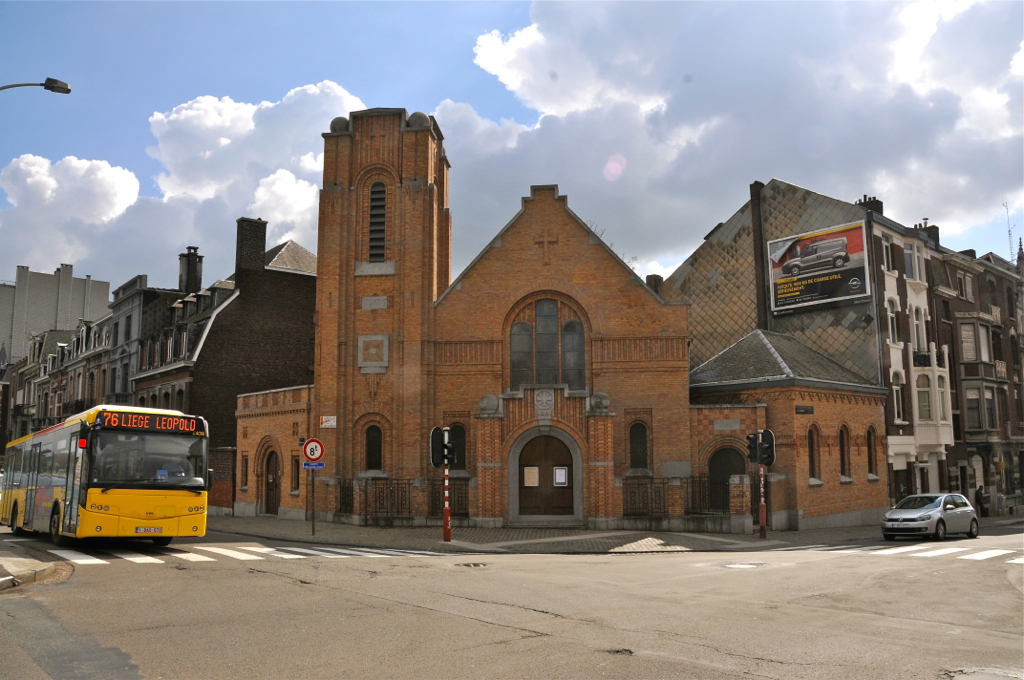
كاتدرائية الفادي البروتستانتيَّة، في مدينة لييج.

في 1566 خلال ذروة حركة الإصلاح البلجيكي، قدرّت أعداد البروتستانت بحوالي 300,000 نسمة، أو 20% من السكان البلجيكيين، لكن مع حركة الإصلاح المضاد عادت البلاد لتكون ذات غالبيَّة كاثوليكيَّة ساحقة. اعتبارًا من عام 2016، شكل البروتستانت حسب تقديرات إبسوس حوالي 2% من مجمل سكان بلجيكا، استنادًا إلى مسح أجري عام 2001 الذي أجرته مصادر إنجيلية؛ وجدت أن 4% من سكان بلجيكا هم إنجيليين. يعد المجلس الإداري للكنيسة البروتستانتية والإنجيلية في بلجيكا الفريق التنسيقب الذي يتوسط بين العديد من الجماعات البروتستانتية والحكومة. أكبر طائفة بروتستانتية في البلاد هي الكنيسة البروتستانتية المتحدة في بلجيكا، والتي تملك 138 كنيسة تابعة لها. وتملك الكنيسة الأنجليكانية ثلاثة عشر كنيسة في البلاد وذلك اعتبارًا من عام 2012، بما في ذلك كاتدرائية الثالوث المقدس في بروكسل. وهي جزء من أبرشية كنيسة إنجلترا في أوروبا.
حوالي 5% من سكان بلجيكا هم من المسلمين، أغلبهم من أصول مغربية وتركيّة. أشار تقرير يعود لسنة 2014 إلى تحول العديد من المسلمين إلى الديانة المسيحية في الآونة الأخيرة في بلجيكا. العديد منهم يخفي تحوله للمسيحيَّة خوفاً على حياته. وفقًا لدراسة المؤمنون في المسيح من خلفية مسلمة: إحصاء عالمي وهي دراسة أجريت من قبل جامعة سانت ماري الأمريكيّة في تكساس سنة 2015 وجدت أن عدد المسلمين في بلجيكا المتحولين للديانة المسيحية يبلغ حوالي 1,300 شخص، معظمهم تحول على المذهب الإنجيلي.

### الكنائس المسيحية الشرقية

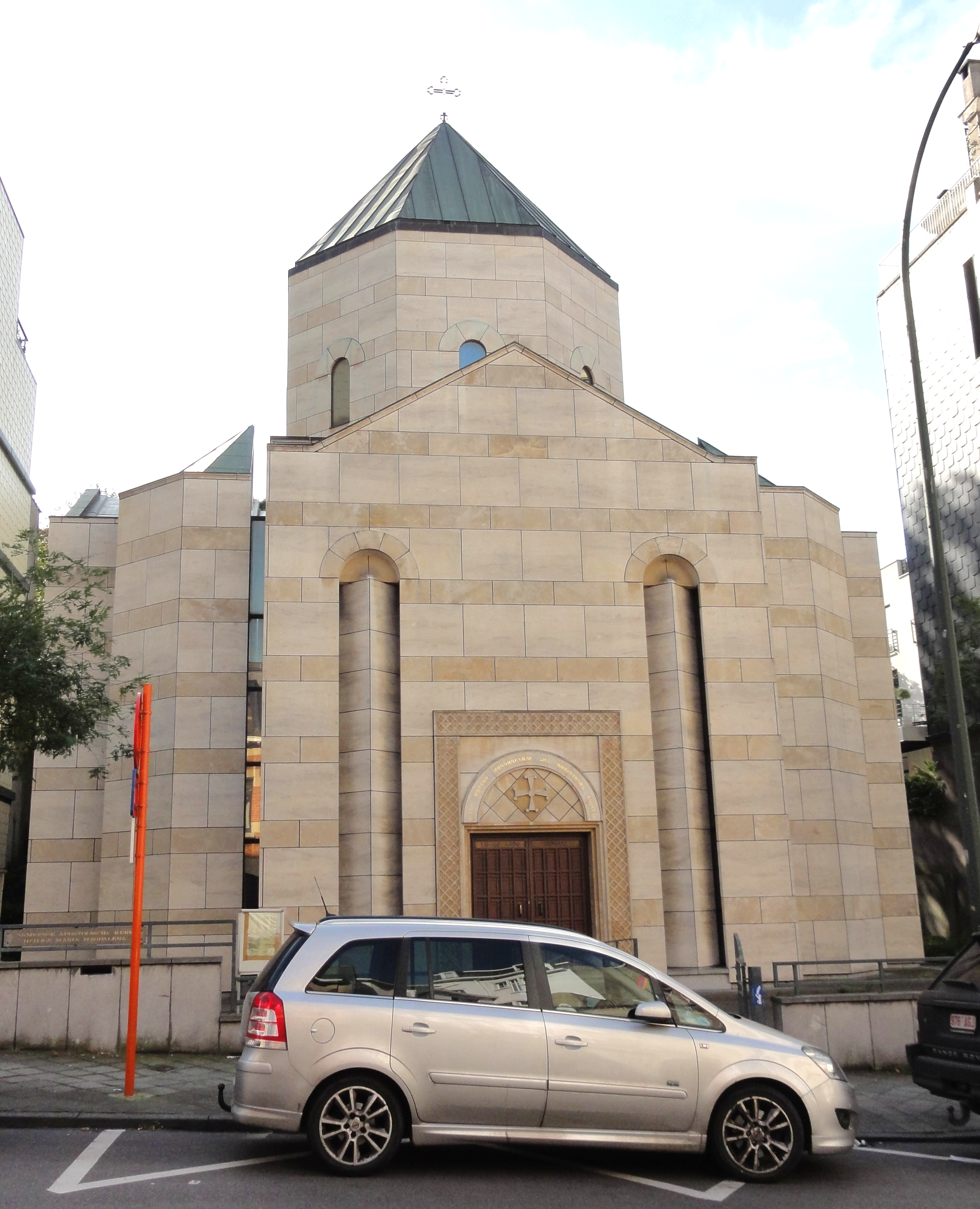
كنيسة مريم المجدلية الأرمنية في ضاحية إيكسل، بروكسل.

يعتبر المسيحيين الأرثوذكس ثالث أكبر المذاهب المسيحية في بلجيكا وتصل نسبتهم إلى 0.3%. ومن أكبر الجماعات الإثنية الأرثوذكسية في البلاد هي الروسيّة، والصربيّة، والرومانيّة، والبلغاريّة واليونانيّة. وتخضع الجالية الروسية إلى سلطة الكنيسة الروسية الأرثوذكسية في موسكو، في حين تخضع الجالية اليونانية إلى سلطة بطريركية القسطنطينية المسكونية في إسطنبول.
تضم بلجيكا جاليّة أرمنيّة ومارونية من أصول لبنانية ذات شأن في أنتويرب وبروكسل؛ ويهيمن الأرمن والموارنة، إلى جانب اليهود الحاسيديم والهنود الجانيين، على سوق تجارة ألماس. وتمتلك أسر أرمنية أخرى شركات مرموقة وكبيرة في صناعة وتجارة الألماس ومنها عائلة أرتينيان، وأوسكانيان، وبارساميان، وآصلانيان، وأرسلانيان، وهامبارتسوميان، وإيبكجيان وتشيركيزيان. تقدر أعداد الأرمن في بلجيكا بحوالي 30,000 نسمة، وتنتمي الأغلبية من أرمن بلجيكا إلى الديانة المسيحية ومذهب مذهب الكنيسة الرسوليّة الأرمنيّة إلى جانب أقليات تنتمي إلى كنيسة الأرمن الكاثوليك والكنيسة الأرمنية الإنجيلية. وللأرمن في بلجيكا حالياً عشرات الكنائس والمدارس وجمعياتهم الخيرية ومراكزهم الثقافية والاجتماعية، بالإضافة إلى الصحف الخاصة. وتقدر أعداد الموارنة وهم من أتباع الكنيسة المارونية الكاثوليكيّة الشرقيّة، بحوالي 3,400 نسمة.
وصل السريان الأرثوذكس إلى بلجيكا في المقام الأول كلاجئين من هكاري ومن مدينة مديات وماردين التركية في طور عبدين في عقد 1970، حيث أدّت المعارك الدائرة بين حزب العمال الكردستاني والجيش التركي إلى الهجرة الجماعية للسريان. وينتمي معظمهم إلى الكنيسة السريانية الأرثوذكسية، لكن بعضهم ينتمي إلى كنيسة المشرق الآشورية والكنيسة الكلدانية الكاثوليكية. تقع تجمعاتهم الرئيسيّة الثلاثة في بلديات سان جوسيه-تين-نودي ببروكسل (حيث تعود أصول عضو المجلس البلدي الديمقراطي المسيحي إبراهيم إركان إلى تركيا) وإيتربيك ولياج وميشيلين. وابتداءاً من عقد 1980 قدم إلى البلاد السريان من شمال شرق سوريا، ومنذ عقد 1990 قدم الآشوريون الكلدان من العراق. في عام 2015 استقبلت الحكومة البلجيكية مئات اللاجئين من مسيحيي حلب، معظمهم عائلات مع أطفال، في إطار عملية معقدة أعلنت عنها الحكومة البلجيكية، موضحة أن هذه العملية سمحت بإخراج 244 مسيحياً من مدينة حلب السورية واستقبلتهم في بلجيكا. كان السريان ذوي الأصول التركيَّة الأوائل يعملون بشكل رئيسي في المصانع أو المطاعم المفتوحة، لكن معظمهم اليوم، يحملون شهادات جامعيَّة ويعملون في جميع القطاعات الاقتصادية في بلجيكا.

## المسيحية في المجتمع

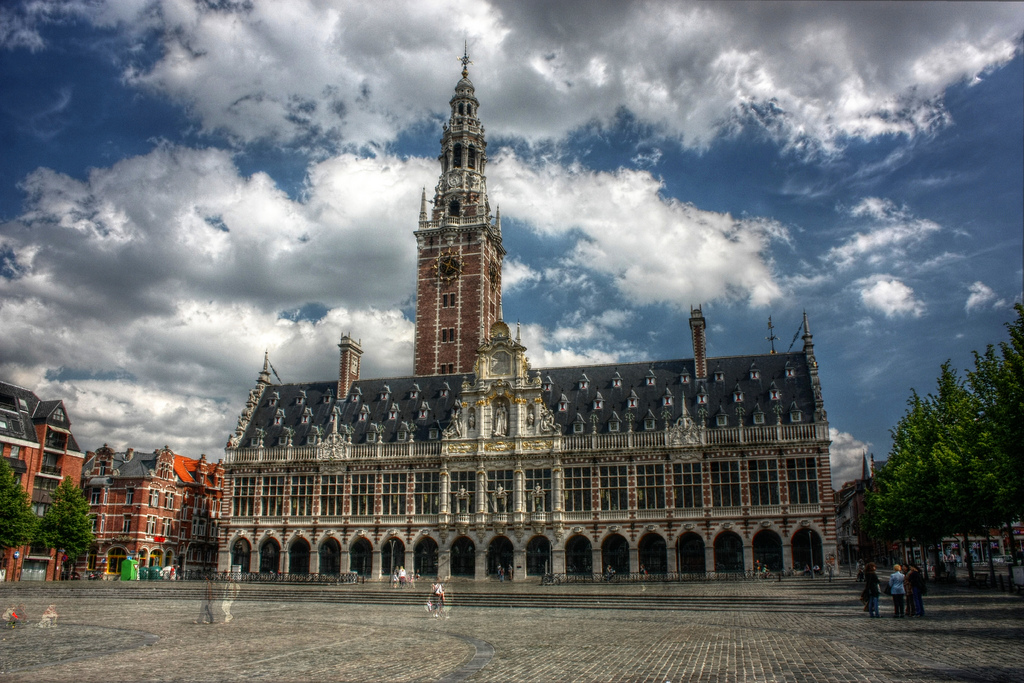
مكتبة جامعة لوفان الكاثوليكية، وفقًا لتصنيف تايمز للتعليم العالي لسنة 2015 تصدرت جامعة لوفان الناطقة بالهولندية مرتبة 55 في قائمة أفضل جامعات العالم.

خلال عهد كل من الملك ألبير الأول وبودوان الأول، أرتبطت الأسرة المالكة والملكيّة بعلاقة مرتبطة الجذور مع الكاثوليكية وحظيت الكنيسة الرومانية الكاثوليكية بنفوذ شاسع. أثرت الكنيسة الرومانية الكاثوليكية على الحياة الاجتماعية والسياسية والتعليمية في البلاد لقرون، وأسست العديد من الجامعات مثل جامعة لوفان الكاثوليكية والتي وفقًا لتصنيف تايمز للتعليم العالي لسنة 2015 تصدرت مرتبة 55 في قائمة أفضل جامعات العالم. وفي سنة 1968 انقسمت جامعة لوفان الكاثوليكية إلى شطرين يحملان نفس الاسم ولكن بلغتين مختلفتين، أحدهما ناطق بالهولندية ويسمى (بالهولنديّة: Katholieke Universiteit Leuven)، والآخر ناطق بالفرنسية، ويسمى (بالفرنسيّة: Université catholique de Louvain).
سببّت الهيمنة الكاثوليكية على المؤسسات التعليمية أزمة سياسية في بلجيكا حول إشكالية الدين في التعليم بين الحزب الكاثوليكي المحافظ (الحزب الديمقراطي المسيحي الفلمنكي لاحقًا) والحزب الليبرالي العلماني بين السنوات 1879 إلى 1884، ودعيت الأزمة بحرب المدارس الأولى. وأسفرت عن فترة من الهيمنة السياسية الكاثوليكية لمدة خمسين عامًا تقريبًا. وتبعتها حرب المدارس الثانية خلال الفترة من 1950 إلى 1959.
وفقًا لدراسة قامت بها مركز بيو للأبحاث عام 2016 تحت اسم الدين والتعليم حول العالم يُعتبر مسيحيي بلجيكا واحدة من المجتمعات المسيحيَّة الأكثر تعليمًا حيث أن حوالي 33% من مسيحيين بلجيكا حاصلين على تعليم عال ومن حملة الشهادات الجامعيَّة.

### التردد على الكنائس
بلجيكا هو بلد كاثوليكي تقليديًا؛ وتمتعت الكاثوليكية بقوة خاصًة في فلاندرز. في عام 1967 كان حوالي 42.9% من سكان بلجيكا مداومين على حضور القداس، ومع ذلك بحلول عام 2009 انخفضت نسبة المداومين على حضور القداس والطقوس الدينية إلى 5% في مجمل سكان مملكة بلجيكا، وإلى 3% في إقليم بروكسل العاصمة، و5.4% في فلاندرز. يذكر أنه في سنة 1998 كانت نسبة المداومين على حضور القداس حوالي 11%. بحسب الدراسات فإن سكان فلاندرز أكثر تدينًا مقارنًة في سكان والونيا؛ حيث أن 55% من سكان فلاندرز يعتبرون أنفسهم متدينين، في حين حضور العلمانية في والونيا قوي. وعلى الرغم من انخفاض الحضور يوم الأحد في الكنيسة في بلجيكا لا تزال الكاثوليكية قوة هامة في المجتمع. ولا تزال الكاثوليكية رمزيًا وماديًا لها موقع خاص ومميز في المملكة البلجيكية.

### حسب المناطق
وفقًا لنتائج استطلاع مؤسسات إيبسوس-أوريلا-رتب-لي سوير عام 2016 حول الدين في بلجيكا الفرنكوفونية تبيَّن أن حوالي 65% من سكان بلجيكا الناطقة بالفرنسيَّة من المسيحيين، في حين أنَّ 43% من سكان بروكسيل من المسيحيين وحوالي 71% من سكان والونيا من المسيحيين؛ وتستعرض القائمة التاليَّة نتائج الإستطلاع: